# 2008年夏季奥林匹克运动会吉布提代表团
2008年夏季奥林匹克运动会吉布提代表团於2008年8月8日至24日在中国北京參與奧運，參與項目有自由車、馬術以及體操等項目。